# Microeca flavigaster
Il pigliamosche ventregiallo australiano (Microeca flavigaster Gould, 1843) è un uccello della famiglia dei Petroicidi originario della Nuova Guinea e dell'Australia settentrionale.

## Tassonomia
Attualmente vengono riconosciute sei sottospecie di pigliamosche ventregiallo australiano:
- M. f. laeta Salvadori, 1878 (Nuova Guinea centro-settentrionale);
- M. f. tarara Rand, 1940 (Nuova Guinea centro-meridionale);
- M. f. flavissima Schodde e Mason, 1999 (penisola di Capo York e Nuova Guinea sud-orientale);
- M. f. laetissima Rothschild, 1916 (Queensland centro-orientale);
- M. f. flavigaster Gould, 1843 (Australia settentrionale);
- M. f. tormenti Mathews, 1916 (Australia nord-occidentale).

## Distribuzione e habitat
Il pigliamosche ventregiallo australiano vive nelle foreste pluviali tropicali di pianura e nelle formazioni a mangrovie della Nuova Guinea e dell'Australia settentrionale.